# Evelina Orellana
Evalina Orellana, tên màn hình Julia Evelina Macías Lopera (26 tháng 4 năm 1908 - 21 tháng 10 năm 1986), là nữ diễn viên người Ecuador đầu tiên trong phim câm.

## Tiểu sử
Evalina Orellana sinh ngày 26 tháng 4 năm 1908 tại Balzar, nhưng lớn lên ở Guayaquil và làm việc tại ngân hàng La Previsora và các khách sạn Ritz và Tívoli. Năm 1922, cô bắt đầu tham gia lớp học diễn xuất trong studio của Carlos Bocaccio, người Ý, người đã duy trì một trường học trong thành phố tại Frontón Betty Jai. Năm 1924, cô đóng vai chính trong bộ phim câm đầu tiên ở Ecuador, El tesoro de Atahualpa, với tư cách là nhân vật chính của nó, Rachel. Bộ phim, do Augusto San Miguel đạo diễn, được công chiếu vào ngày 7 tháng 8 năm 1924 tại Nhà hát Eden và Đại tràng ở Guayaquil.
Năm 1925, Orellana xuất hiện trong bộ phim Soledad, được quay tại Angelica Hacienda và do Félix González Rubio đạo diễn, được viết bởi Rodrigo de Triana (người cũng xuất hiện trong phim), và được sản xuất bởi Công ty Phim Films. Bộ phim cuối cùng mà Orellana đóng là bộ phim năm 1930, de de amores, được sản xuất bởi công ty Ecuador Sono Films. Từ thời điểm này, cô sẽ chỉ xuất hiện trong các vở kịch.

## Trích dẫn
1. 1 2 3 4  “Evelina Orellana, la primera actriz ecuatoriana de cine”. El Universo (bằng tiếng Tây Ban Nha). ngày 26 tháng 4 năm 2008. Truy cập ngày 25 tháng 10 năm 2014.
2. ↑  “Día del Cine Ecuatoriano fue declarado en 2006”. El Telégrafo (bằng tiếng Tây Ban Nha). ngày 7 tháng 8 năm 2013. Truy cập ngày 25 tháng 10 năm 2014.
3. ↑  Arteta Vargas, Germán (ngày 7 tháng 8 năm 2007). “Cine nacional cumple 83 años”. El Universo (bằng tiếng Tây Ban Nha). Truy cập ngày 25 tháng 10 năm 2014.
4. ↑  “Evelina Orellana, actriz ecuatoriana pionera del cine silente de ficción”. Ecuador News (bằng tiếng Tây Ban Nha). ngày 12 tháng 7 năm 2017. Bản gốc lưu trữ ngày 1 tháng 12 năm 2017. Truy cập ngày 22 tháng 11 năm 2017.